# Cortex cellulare
Il cortex cellulare è un componente cellulare caratterizzato da una fitta rete proteica aderente al monostrato citosolico della membrana plasmatica, tendenzialmente costituito da actina, miosina, spettrina e da altre proteine associate. Tale struttura è tipica delle cellule animali e la sua funzione principale è quella di conferire rigidità alla membrana cellulare. La composizione varia a seconda del tipo di cellula.

## Funzioni
Il cortex conferisce alle cellule diverse caratteristiche tipiche, oltre ad una serie di altre proprietà che possono variare a seconda della composizione proteica e del tipo di cellula. Innanzitutto la struttura proteica conferisce alla cellula una forma ben definita, nonché una maggiore resistenza meccanica agli stress fisici provenienti dall'esterno. Il cortex ricopre un ruolo importante in molti processi fisiologici tra cui la mitosi, la citochinesi, il movimento cellulare, l'endocitosi e l'esocitosi. Possiede inoltre una funzione di ancoraggio per le proteine di membrana e per il citoscheletro, limitandone la motilità e conferendo quindi maggiore rigidità a tali strutture cellulari. Pare infine che alcuni tipi di tumori siano dovuti alla mutazione dei geni che codificano per le proteine del cortex.